# ネマウサ (小惑星)
ネマウサ (51 Nemausa) は、太陽系の比較的大きな小惑星のひとつ。火星と木星の間の軌道を公転している。1858年にフランスの都市ニームでアマチュア天文家J. J. P. ロランにより発見されたが、これは彼が発見した唯一の小惑星であり、また彼については他に多くは知られていない。ニームの礎になったローマ時代の都市にちなみ命名された。
1979年に、ネマウサの変光曲線の解析により衛星の存在が示唆された 。
2002年10月に関東地方で掩蔽が観測された。